# Operacija Mušketir
Operacija Mušketir se je začela 29. oktobra 1956. V njej so združene anglo-francoske sile v času sueške vojne napadle egiptovska vojaška oporišča ter zasedle Sueški prekop, v katerem so Egipčani potopili večje število ladij ter ga tako blokirali. Operacija je potekala v sodelovanju z izraelsko vojsko, ki je zasedla Sinaj. Zaradi nasprotovanja ZDA in še nekaterih ostalih držav ter Egipta, ki se je prikazal kot žrtev, se je bila izraelska in anglo-francoska vojska prisiljena umakniti iz zasedenih ozemelj. Nadomestili so jo vojaki OZN.